# Antonio Briones
Antonio Briones (Marbella, 17 luglio 1939) è un allenatore di calcio spagnolo.

## Carriera
Ha allenato in tre diverse stagioni l'Atlético Madrid, sempre in sostituzione di un allenatore esonerato. Nella stagione 1987-88 rilevò José Ufarte, in quella successiva prima José María Maguregi, poi Ron Atkinson, e nell'ultima Javier Clemente.